# Daniel Stücklen
Daniel Stücklen (né le 30 avril 1869 à Nuremberg et mort le 13 mars 1945 à Berlin) est un homme politique social-démocrate et syndicaliste en Allemagne et en Hongrie.

## Biographie
Stücklen est un batteur d'or de profession. En 1886, il rejoint le SPD et les syndicats libres. Il fait un voyage en Autriche et en Suisse et est réprimandé pour des raisons politiques à son retour. En 1889 et 1890, il participe à la fondation de l'Association allemande des métallurgistes. Il se sent obligé de repartir à l'étranger et est contremaître d'un moulin de battage d'or fin à Budapest depuis 1890. Pendant son séjour en Hongrie, Stücklen est membre du bureau central du Parti socialiste hongrois entre 1891 et 1893. En outre, il est désormais rédacteur en chef à plein temps de la «presse ouvrière» de Budapest. Après son retour en Allemagne, il est rédacteur en chef de nombreux journaux sociaux-démocrates tels que la Volkszeitung à Hof (1893–1898), la Volkszeitung à Altenburg (1898–1905), l'Arbeiterzeitung à Dortmund (1905–1906) et la correspondance du parti à Berlin (1906–1908), le Bureau de la presse social-démocrate (1908–1915) et entre 1915 et 1918 le «Bureau militaire» à Berlin.

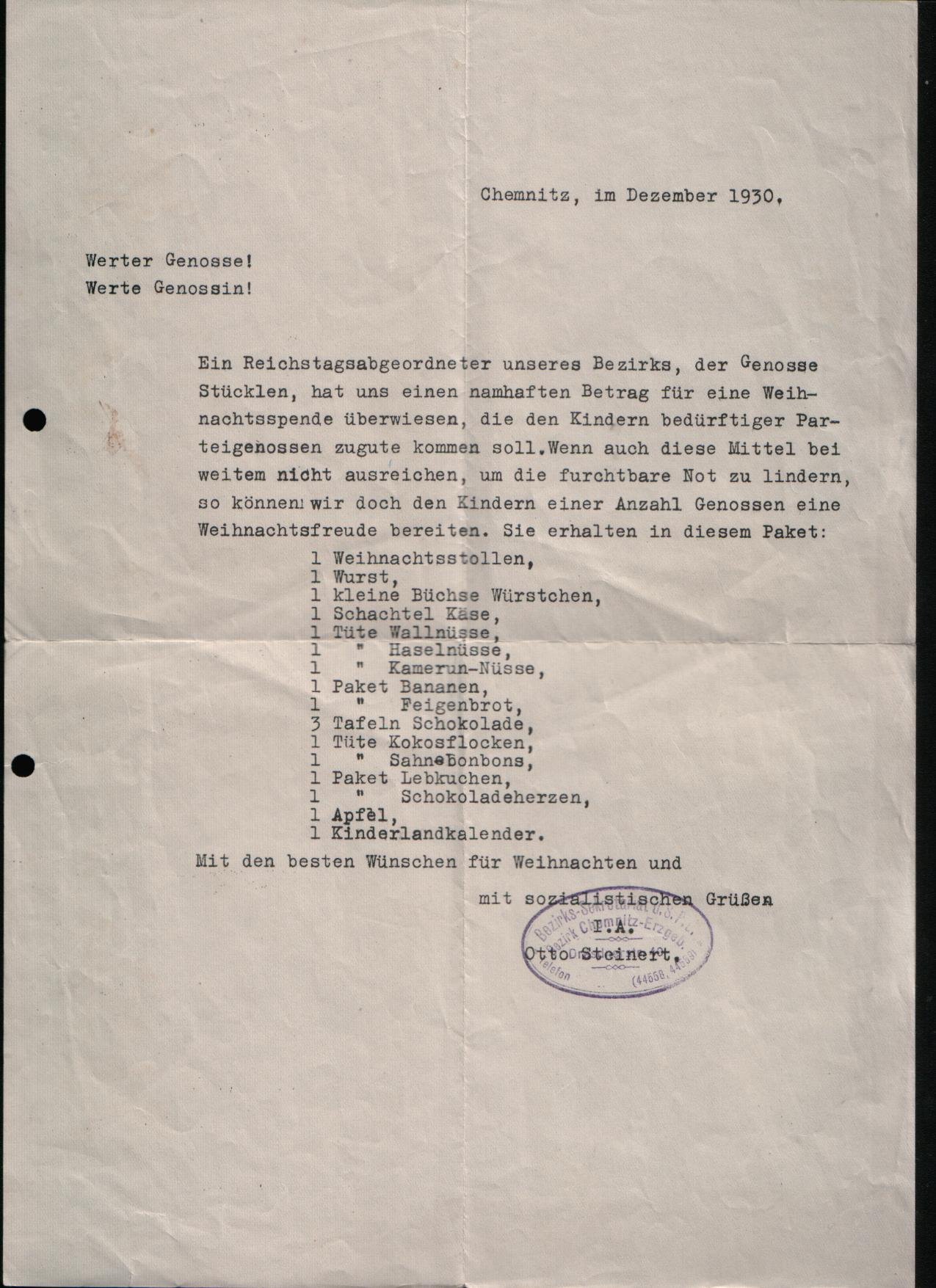
Lettre du SPD Chemnitz en 1930 aux membres nécessiteux du SPD à l'occasion d'un don de Noël de Daniel Stücklen

Pendant l'Empire allemand, Stücklen est fréquemment inculpé pour des raisons politiques en vertu de la loi sur la presse et condamné à neuf mois de prison, entre autres, pour insulte à la majesté. Depuis 1903, il est député du Reichstag et entre 1919 et 1920 de l'Assemblée nationale allemande. Pendant la République de Weimar, Stücklen est de nouveau député du Reichstag de 1920 à 1932. En tant que parlementaire, il critique la démarcation de caste de la Reichswehr de la population. Cependant, Stücklen est au courant de l'armement secret de la Reichswehr et des tactiques de dissimulation associées par l'intermédiaire de Wilhelm Groener, en tant que directeur du budget de son groupe parlementaire, sans rendre cela public. Son occupation principale est entre 1919 et 1920 en tant que président du Bureau central du Reich pour les prisonniers de guerre et les prisonniers civils. Stücklen est responsable du rapatriement des prisonniers de guerre soldats allemands ainsi que de l'attitude allemande envers les étrangers restants, c'est-à-dire principalement les prisonniers de guerre russes.
De 1920 à 1925, Stücklen est commissaire du Reich pour les prisonniers civils et les réfugiés au ministère de l'Intérieur du Reich. Il est principalement responsable de l'intégration des migrants des anciens territoires allemands tombés en Pologne. Après cela, il prend d'abord sa retraite. En 1929, le cabinet Müller le nomme commissaire du Reich pour l'aide allemande à la Russie, notamment pour installer les agriculteurs germano-russes qui ont fui vers l'Allemagne. Après le début du régime national-socialiste, il est démis de ses fonctions.
Le fils de Stücklen est le conseiller de district Georg Stücklen (de), son neveu est le ministre fédéral Richard Stücklen . Il est enterré au cimetière du parc de Lichterfelde (de).

## Travaux
- Die Sozialdemokratie für die Feldgrauen / Von D. Stücklen Breslau: "Volkswacht" 1917 14 S. / Von D. Stücklen. Hrsg. vom Vorst. d. Sozialdemokrat. Partei Deutschlands Druck: Berlin: Vorwärts Buchdr. u. Verlagsanst. 1917 15 S.